# Sint-Bavokerk (Vinderhoute)

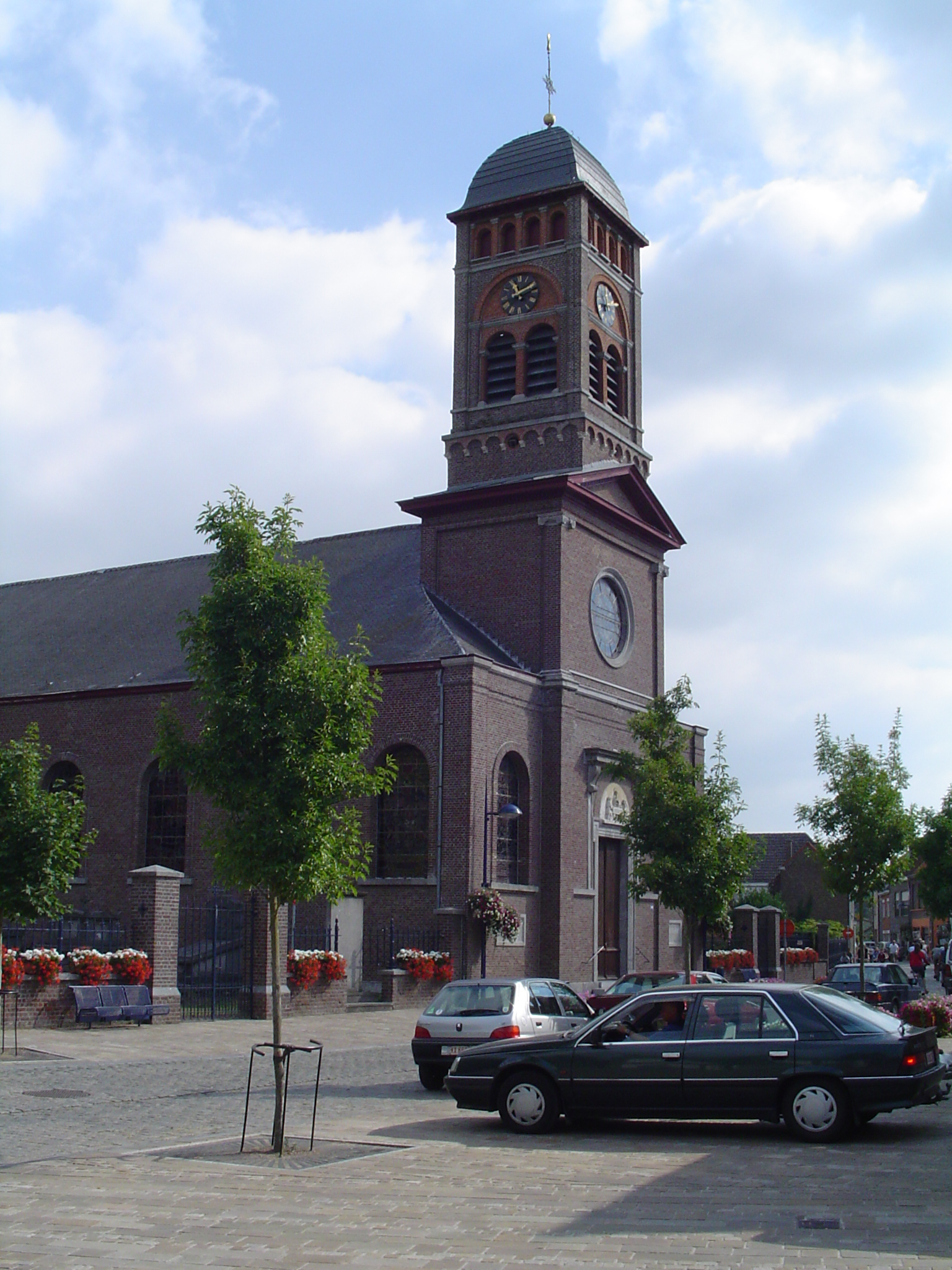
Sint-Bavokerk

De Sint-Bavokerk is de parochiekerk van de tot de Oost-Vlaamse gemeente Lievegem behorende plaats Vinderhoute, gelegen aan de Dorsweg 6.

## Geschiedenis
In 966 zou er al melding van een kerkje zijn gemaakt. Later kwam er een eenbeukig romaans kerkje met een achtkante toren. Dit werd in 1854 gesloopt.
Van 1855-1856 kwam een bakstenen kerkgebouw tot stand in neoclassicistische stijl. Tijdens de Tweede Wereldoorlog werd de kerk beschadigd en daarna hersteld, waarbij een nieuw cassetteplafond werd aangebracht.

## Gebouw
Het betreft een driebeukig bakstenen kerkgebouw, naar het noorden georiënteerd. De zuidgevel heeft een ingebouwde toren. Boven de ingang is een reliëf dat de Emmaüsgangers verbeeldt. De tweede geleding wordt gesierd door een driehoekig fronton. De toren wordt gedekt door een helmdak. Het koor is vlak afgesloten.

## Interieur
De kerk bezit een schilderij voorstellende de Geboorte van Christus, en dit wordt toegeschreven aan Gaspar de Crayer. Er zijn zes schilderijen uit de 17e en 18e eeuw. De kruiswegstaties zijn een kopie van de kruisweg van de Frauenkiche te München.
Er is een gepolychromeerd houten 18e-eeuwse piëta. Twee witgeschilderd houten heiligenbeelden zijn 17e-eeuws of 18e-eeuws.
Het kerkmeubilair is grotendeels uit de 2e helft van de 19e eeuw. De orgelkast is van 1867 en het orgel werd vervaardigd door Leo Lovaert. Er zijn grafstenen uit de 17e tot de 19e eeuw.